# El Pecado Original (Durero)
El Pecado Original es un grabado sobre cobre del artista renacentista alemán Alberto Durero (1471-1528), firmado y fechado en 1504, y conservado, entre las mejores copias existentes, en la Staatliche Kunsthalle Karlsruhe o en el Rijksmuseum de Ámsterdam.

## Historia
Durero trabajó durante toda su vida en la representación del cuerpo humano y el estudio de sus proporciones. Después de conocer a Jacopo de'Barbari en 1500 en Núremberg, leer a Vitruvio y adhiriéndose al platonismo estético, buscó en los años 1500-1505, mediante métodos geométricos, proporciones humanas con perfecta belleza. Este grabado constituye el primer resultado de su investigación antes de su segundo viaje a Italia.  
A Durero le fascinaban los estudios de la proporción de la figura humana, como se evidencia en otras obras como Némesis o Apolo y Diana.
Los Cuatro libros sobre las proporciones humanas publicados en 1528, después de su muerte, presentan el cuerpo humano en toda la diversidad de sus proporciones y ya no según criterios de perfección estética.    
Durero viajó a Venecia en 1505 con, en su equipaje, un conjunto de grabados de Adán y Eva. Retoma el mismo tema en una acuarela de 1504, ahora en la Biblioteca y Museo Morgan de Nueva York y en dos tablas pintadas fechadas en 1507, con figuras más esbeltas, conservadas en el Museo del Prado. El pecado original y la expulsión del paraíso terrenal son también el tema de dos de las xilografías de La Pequeña Pasión.

### El gran libro del pintor
El Libro del pintor nunca se publicó. Se conoce el plan elaborado de puño y letra por Durero que estipula: “Quiero hablar primero sobre la medición humana, luego sobre la medición de los caballos, la medición de los edificios, la perspectiva, las sombras y la luz, los colores y cómo imitar la naturaleza lo más fielmente posible".
Todo hace pensar que este proyecto ya había tomado forma, pues de ello habla Christoph Scheurl (1481-1542), estudioso humanista formado en Bolonia, amigo de Durero y Willibald Pirckheimer, en su Vita reverendi patris domini Anthonii Kressen, escrita en 1513 y publicado en Nuremberg en 1515, como un trabajo en curso para ser publicado.

## Descripción
Esta obra maestra del grabado presenta un momento fatídico: Adán y Eva, coqueteando con la tentación, en el momento previo a morder el fruto prohibido que les ofrece la serpiente. Con un gesto situado en el centro de la composición, Adán acepta la fruta que Eva toma del reptil, lo que llevará a la humanidad a la perdición, ya insinuada en la completa desnudez de la mujer.

El Jardín del Edén, un espacio oscuro donde destaca la desnudez de la primera mujer y del primer hombre, toma la forma de un frondoso bosque poblado de animales.

Adán y Eva de la Pierpont Morgan Library.
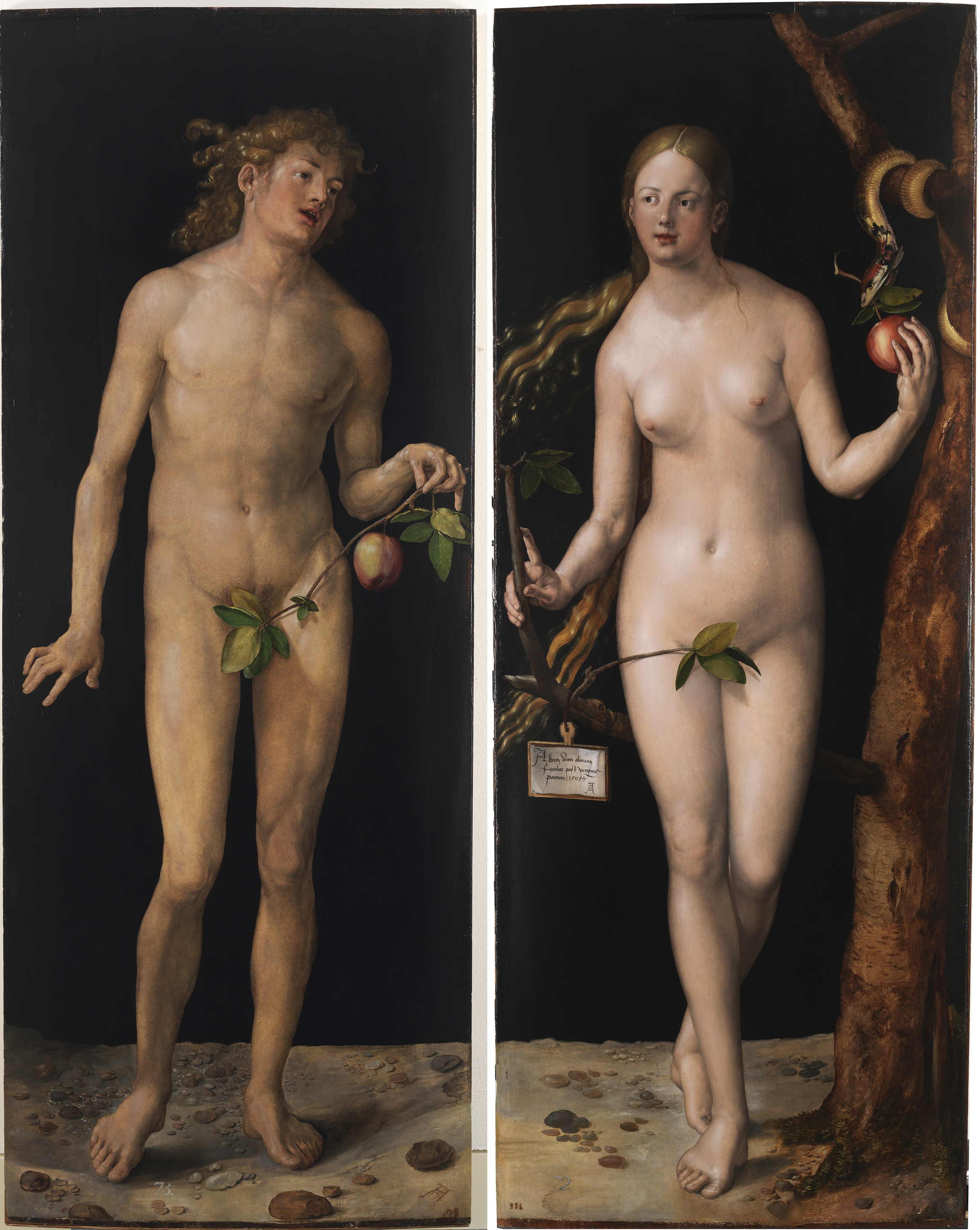
Adán y Eva del Museo del Prado.
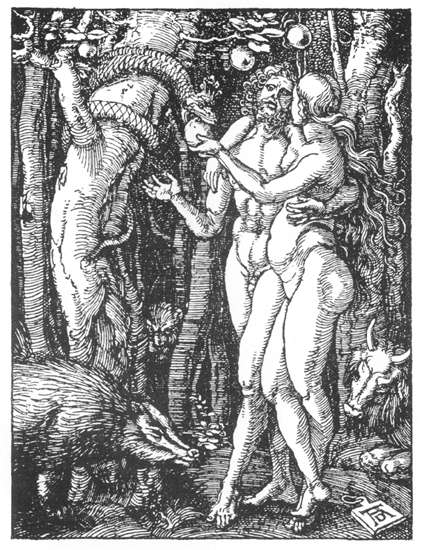
Pecado Original de la Pequeña Pasión.
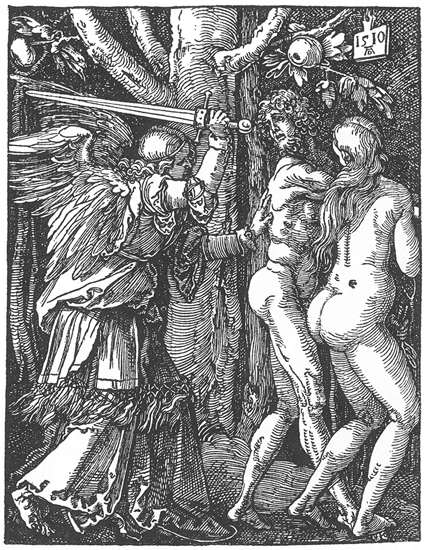
Expulsión del Paraíso de la Pequeña Pasión.

## Técnica
La composición se desarrolló meticulosamente, utilizando dibujos preparatorios, con los animales y plantas basados sin duda en bocetos a pluma y acuarela del natural, dos impresiones de prueba y tres estados diferentes, procesos muy inusuales en Durero. El resultado es una de las estampas más virtuosas del maestro, con cuidada atención en la representación de la luz y la oscuridad y las diferentes texturas de la piel humana, el pelaje de los animales, la corteza de los árboles y la vegetación. 

## Análisis

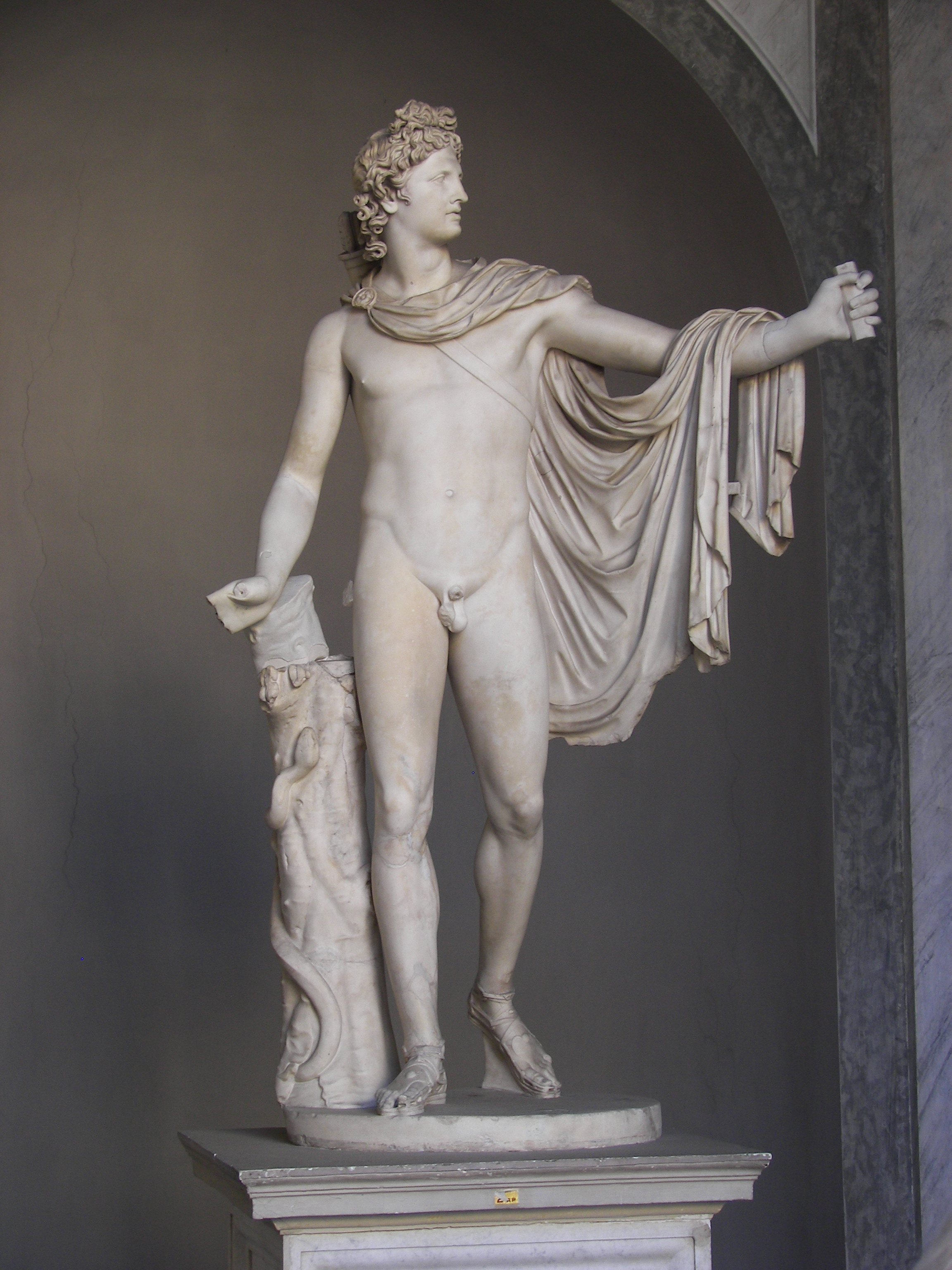
Apolo de Belvedere.

Durero presenta aquí los modelos de belleza humana ideal, masculina y femenina, tal como los concibió en este momento de su vida. En busca de un sistema que permita traducir la perfección humana antes de la Caída, intenta en estas dos figuras respetar esencialmente las proporciones de Vitruvio y representar el contrapposto clásico determinando el mayor número posible de contornos mediante la construcción geométrica.  Cada músculo de estos desnudos presentados frontalmente está modelado expertamente; Todos los miembros reciben un trato diferente. Las cabezas de perfil evocan lo antiguo, mientras que las poses, casi simétricas y en ligero contrapposto, con el brazo doblado, se inspiran en las del Apolo de Belvedere, estatua descubierta sólo unos años antes en una excavación cerca de Roma, y la Venus Médici. Es posible que Durero lo haya aprendido a través de dibujos o del Apolo y Diana de Jacopo de'Barbari.
En la cartela colgante, en lugar del anagrama se muestra una inscripción: ALBERTUS DURER NORICUS FACIEBAT ("El nórdico Alberto Durero hizo [esto]"), la primera en latín y la más larga de su corpus grabado, atestiguando la ambición de una obra que sitúa a Durero entre los eminentes sucesores de los grandes artistas de la Antigüedad.  
Las figuras escultóricas de los primeros padres, prototipos de la humanidad perfecta, se insertan en un bosque denso y sombreado, lleno de referencias simbólicas, hoy bastante difíciles de descifrar, pero en su momento, para un humanista erudito, mucho más explícitas. Por ejemplo, la gamuza sobre el risco al fondo simboliza el ojo de Dios que todo lo ve desde arriba, mientras el loro en el árbol de la Vida representa la alabanza elevada al Creador. Esta ave pasó a asociarse en el siglo XV a la Virgen María, pues podía "decir" sus oraciones. Ella era considerada la Nueva Eva también, quien corregía la mala acción de la Vieja Eva, por lo que la referencia es adecuada aquí. Cuatro animales hacen referencia, según Erwin Panofsky, a los cuatro temperamentos: el gato enojado, el conejo sanguíneo, el buey flemático y el alce melancólico pertenecen a una armonía a punto de desaparecer, según una interpretación medieval de la Caída, relacionada con la teoría de los cuatro humores. Según esta teoría, la enfermedad era producto de una alteración en el equilibrio de estos, pero en el Paraíso esto no era un problema. Entonces todo estaba en equilibrio y la pareja humana todavía no era susceptible a las enfermedades, que llegaron al mundo con la Caída. Por el contrario, en las diferentes especies animales siempre predomina uno de los humores, como ocurría en el Paraíso.

## Interpretaciones

### Teoría de los humores
Hildegarda de Bingen, abadesa benedictina de Disibodenberg, explica la caída del hombre como consecuencia del desequilibrio de estos cuatro humores que conducen consecutivamente a la enfermedad y a la muerte. El fresno de montaña al que se aferra Adán representa el Árbol de la Vida, mientras que el árbol del fruto prohibido es una higuera. Existe entre estos dos árboles una oposición paralela a la del loro (benévolo) y la serpiente (diabólica).  

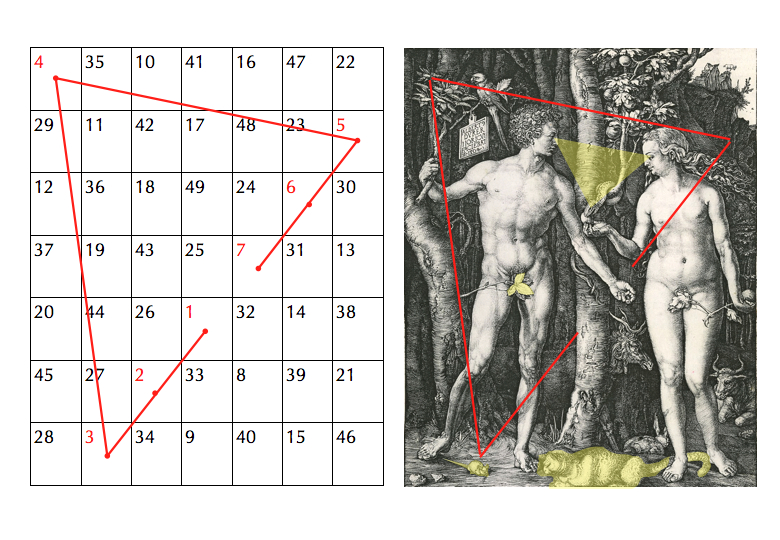
Adán y Eva, grabado de Durero vistos a través de la retícula del cuadrado de Venus siguiendo el recorrido de los 7 primeros números.

### Teoría de la tetralogía
La observación de Frank Morzuch, Lo que la mirada designa, lo que dibuja la mano, circunscribe el misterio de este grabado. Todo está en la mirada, la del espectador es atraída y dirigida, atrapada en la red triangular que inicia el recorrido de la mirada de Adán sobre Eva, cuyos ojos bajados pasan por el ojo de la serpiente hasta los genitales del hombre. Si se traza una línea con una regla que va de una pupila a la otra, se dibuja un triángulo isósceles entre el hombre, la mujer y la serpiente que tiene la misma área que la de uno de los 49 cuadrados de la cuadrícula de orden 7 que podría, según el artista, estructurar este grabado. Durero, inspirado en Vitruvio, entregaría el canon cuya proporción coincide con la de la retícula.
La cuadrícula de orden 7 corresponde a la del cuadrado planetario de Venus lo que podría ubicar este grabado en una serie de cuatro grabados entendidos como una tetralogía basada en los cuatro temperamentos y los cuadrados mágicos llamados cuadrados planetarios que les corresponden. Si se conectan los primeros siete números de la tabla de Venus en orden ascendente, surge un triángulo que, trasladado al grabado, sigue la trayectoria de la mirada de Adán y señala al ratoncito, como para subrayar la tensión perceptible entre Adán y Eva.
La visión que este artista tiene de la obra del maestro alemán abre el camino a una nueva aproximación a cuatro grabados de Durero, entendidos como una tetralogía. Tesis ya mencionada por Peter-Klaus Schuster para quien, si efectivamente existe una supuesta serie de grabados vinculados a Melancolía I, ésta sólo puede existir en forma de tetralogía basada en los cuatro temperamentos.
Esta hipótesis corresponde a la visión filosófica vigente en aquel momento.
Sin embargo, el desfase entre las fechas de ejecución de Adán y Eva (1504) y una supuesta secuela, en 1513, con El caballero, la muerte y el diablo, Melancolía I (1514) y San Jerónimo en su gabinete (1514) se explica por Joachim Camerarius el Viejo, quien informa que a Durero le robaron de su taller todas sus investigaciones sobre la medida ideal del caballo, durante su estancia de 1505 a 1507 en Venecia. En 1528, inmediatamente después de su muerte, apareció un pequeño libro sobre la construcción del caballo que el Ayuntamiento de Núremberg había vuelto a confiscar, a instancias de Willibald Pirckeimer y Agnes Durero, con el pretexto de que este material pertenecía a Durero. Ahora, según el plan del Libro del pintor, la construcción del caballo ocupa el segundo lugar después de la del hombre y la mujer. Todo hace pensar que Durero, en 1505, en vísperas de su partida hacia Venecia, ya dominaba a la perfección esta construcción. De regreso a Nuremberg, y ante un hecho consumado, es comprensible que el artista tuviera que afrontar primero otras prioridades y sólo hubiera retomado esta tetralogía nueve años más tarde, con el magistral cincelado del Caballero, La Muerte y el Diablo, realizando Melancolía I. ilustración de los misterios de los constructores unida a una geometría secreta del alma, y San Jerónimo modelo de una perspectiva radiante bajo la égida del cuadrado de orden 6.

## Posteridad
La silueta representada de espaldas por Rafael en el dibujo a sanguina Estudio de desnudos y cabezas, de 1515, que ofreció a Durero, evoca al Adán de este grabado.
En mayo de 2015, una copia de Adán y Eva valorada en 600.000 dólares desapareció de la Biblioteca Pública de Boston, junto con otras obras.